# Apparences (série télévisée, 2025)
Pour les articles homonymes, voir Apparences.
Production
Diffusion
Apparences est une série télévisée française réalisée par Émilie Grandperret d'après un scénario d'Isabel Sebastian.
Cette fiction policière est une coproduction de Quad Drama et France Télévisions pour France 2,,,.

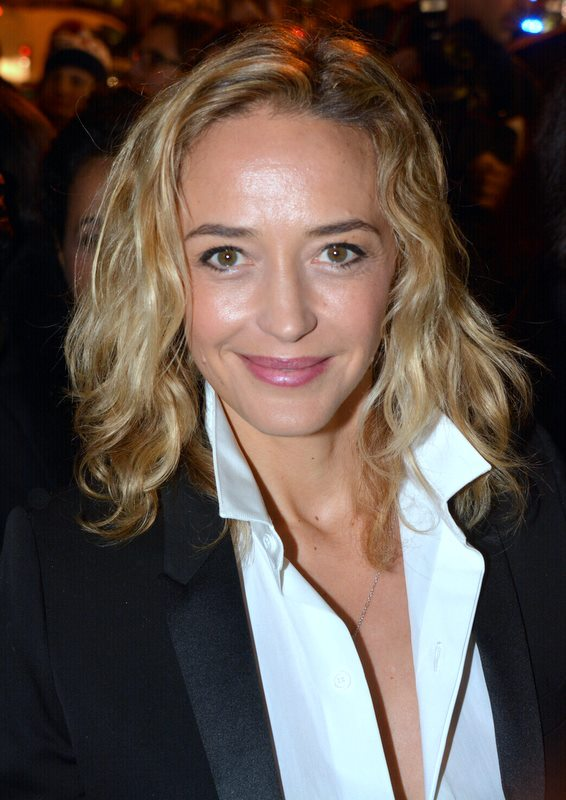
Hélène de Fougerolles.

## Distribution
- Hélène de Fougerolles : Gabrielle Pasquier
- Léonie Simaga : capitaine Sarah Santoni
- Léa Leviant : Jessica Valoire
- Vincent Heneine : lieutenant Balti
- Nicolas Cazalé : Stanislas Grégory
- Jeanne Bournaud : Ambre Stépanian
- Cyril Gueï : Loris Beltram
- Marie Kremer : Anaïs Belmont
- Clément Moreau : Axel Simon
- Alexandre Philip : Malik Berhoun

## Production

### Genèse et développement
La série est créée et écrite par Isabel Sebastian, avec des dialogues de Laurent Burtin, Cécile Rebboah et Isabel Sebastian,,.
Elle est réalisée par Émilie Grandperret et produite par Iris Bucher et Roman Turlure pour Quad Drama,,,,.
Selon la productrice Iris Bucher, « Cette série prend la forme d'un polar, avec un meurtre, mais elle permet avant tout d'évoquer le rapport à la beauté, de parler de nous et d'une pratique qui concerne désormais tous les milieux et devient un véritable phénomène de société. ».

### Tournage
Le tournage de la série  se déroule du 11 février au 10 avril 2025 en région Île-de-France et à Bordeaux en région Nouvelle-Aquitaine,,,,.

### Fiche technique
Sauf indication contraire, les informations mentionnées dans cette section peuvent être confirmées par la base de données cinématographiques Allociné,  présente dans la section « Liens externes ».
- Titre français : Apparences
- Genre : Policier
- Production : Iris Bucher et Roman Turlure[3],[4]
- Sociétés de production : Quad Drama et France Télévisions[1],[4]
- Sociétés de distribution : France Télévisions[1],[5]
- Réalisation : Émilie Grandperret[1],[4],[5],[6]
- Scénario : Isabel Sebastian[1],[4],[5]
- Musique : Clément Tery[5]
- Pays de production :  France
- Langue originale : français
- Format : couleur
- Nombre de saisons : 1
- Nombre d'épisodes : 4
- Durée : 52 minutes
- Dates de première diffusion :